# Eometra
Genre
Eometra est un genre de comatules abyssales antarctiques, de la famille des Antedonidae.

## Liste d'espèces
Selon World Register of Marine Species (3 avril 2015) :
- Eometra antarctica (AH Clark, 1915) -- Antarctique (>2 700 m de profondeur)
- Eometra weddelli John, 1939 (in Vaney & John, 1939) -- Îles Orcades du Sud (>3 400 m de profondeur)